# Macroptilium prostratum
Macroptilium prostratum là một loài thực vật có hoa trong họ Đậu. Loài này được (Benth.) Urb. miêu tả khoa học đầu tiên.